# Почётный гражданин (фильм)
«Почётный гражданин» (исп. El ciudadano ilustre) — аргентино-испанский комедийно-драматический фильм, снятый режиссёрами Гастоном Дюпра и Мариано Коном. Мировая премьера ленты состоялась 4 сентября 2016 года на Венецианском кинофестивале. Лента выдвигалась от Аргентины на премию «Оскар» за лучший фильм на иностранном языке, однако не была номинирована.

## Сюжет
Аргентинский писатель Даниэль Мантовани, который живёт в Европе уже 30 лет, получает Нобелевскую премию по литературе. Однажды он получает приглашение приехать на родину, прочитать несколько лекций и получить звание почетного гражданина города Саласа, где он провёл детство. После некоторых сомнений он принимает приглашение. Поначалу всё идёт хорошо, но постепенно выясняется, что отнюдь не все рады его появлению...

## В ролях
- Оскар Мартинес — Даниэль Мантовани
- Дади Бриэва — Антонио
- Андреа Фриджерио — Ирен
- Нора Навас — Нурия
- Мануэль Висенте — Качо, мэр
- Марсело Д'Андреа — Флоренсио Ромеро
- Белен Шаванн — Хулия
- Густаво Гарсон — Херардо Паласиос

## Признание
| Награды и номинации фильма «Почетный гражданин» | Награды и номинации фильма «Почетный гражданин» | Награды и номинации фильма «Почетный гражданин» | Награды и номинации фильма «Почетный гражданин» | Награды и номинации фильма «Почетный гражданин» | Награды и номинации фильма «Почетный гражданин» |
| Год                                             | Кинопремия / Кинофестиваль                      | Категория / Награда                             | Номинант                                        | Результат                                       |                                                 |
| ----------------------------------------------- | ----------------------------------------------- | ----------------------------------------------- | ----------------------------------------------- | ----------------------------------------------- | ----------------------------------------------- |
| 2016                                            | Венецианский кинофестиваль                      | «Золотой лев» за лучший фильм                   | «Почетный гражданин»                            | Номинация                                       |                                                 |
| 2016                                            | Венецианский кинофестиваль                      | Кубок Вольпи за лучшую мужскую роль             | Оскар Мартинес                                  | Победа                                          |                                                 |
| 2016                                            | Венецианский кинофестиваль                      | Приз Vittorio Veneto за лучший фильм            | «Почетный гражданин»                            | Победа                                          |                                                 |
| 2016                                            | Вальядолидский кинофестиваль                    | «Золотой колос» за лучший фильм                 | «Почетный гражданин»                            | Номинация                                       |                                                 |
| 2016                                            | Вальядолидский кинофестиваль                    | «Серебряный колос» за лучший фильм              | «Почетный гражданин»                            | Победа                                          |                                                 |
| 2016                                            | Вальядолидский кинофестиваль                    | Лучший сценарий                                 | Андрес Дюпра                                    | Победа                                          |                                                 |
| 2016                                            | Гаванский кинофестиваль                         | Лучший сценарий                                 | Андрес Дюпра                                    | Победа                                          |                                                 |
| 2017                                            | Премия «Ариэль»                                 | Лучший латиноамериканский фильм                 | «Почетный гражданин»                            | Победа                                          |                                                 |
| 2017                                            | Премия «Гойя»                                   | Лучший латиноамериканский фильм                 | «Почетный гражданин»                            | Победа                                          |                                                 |